# Сормово (аэродром)
Сормово — экспериментальный (испытательный) аэродром авиастроительного завода «Сокол» в Московском районе города Нижний Новгород, в 8 км западнее центра города. Аэродром Сормово имеет ВПП размерами 2997×68 м с расположенными вдоль неё 3 перронами для стоянки техники и ангарами.

## Происшествия

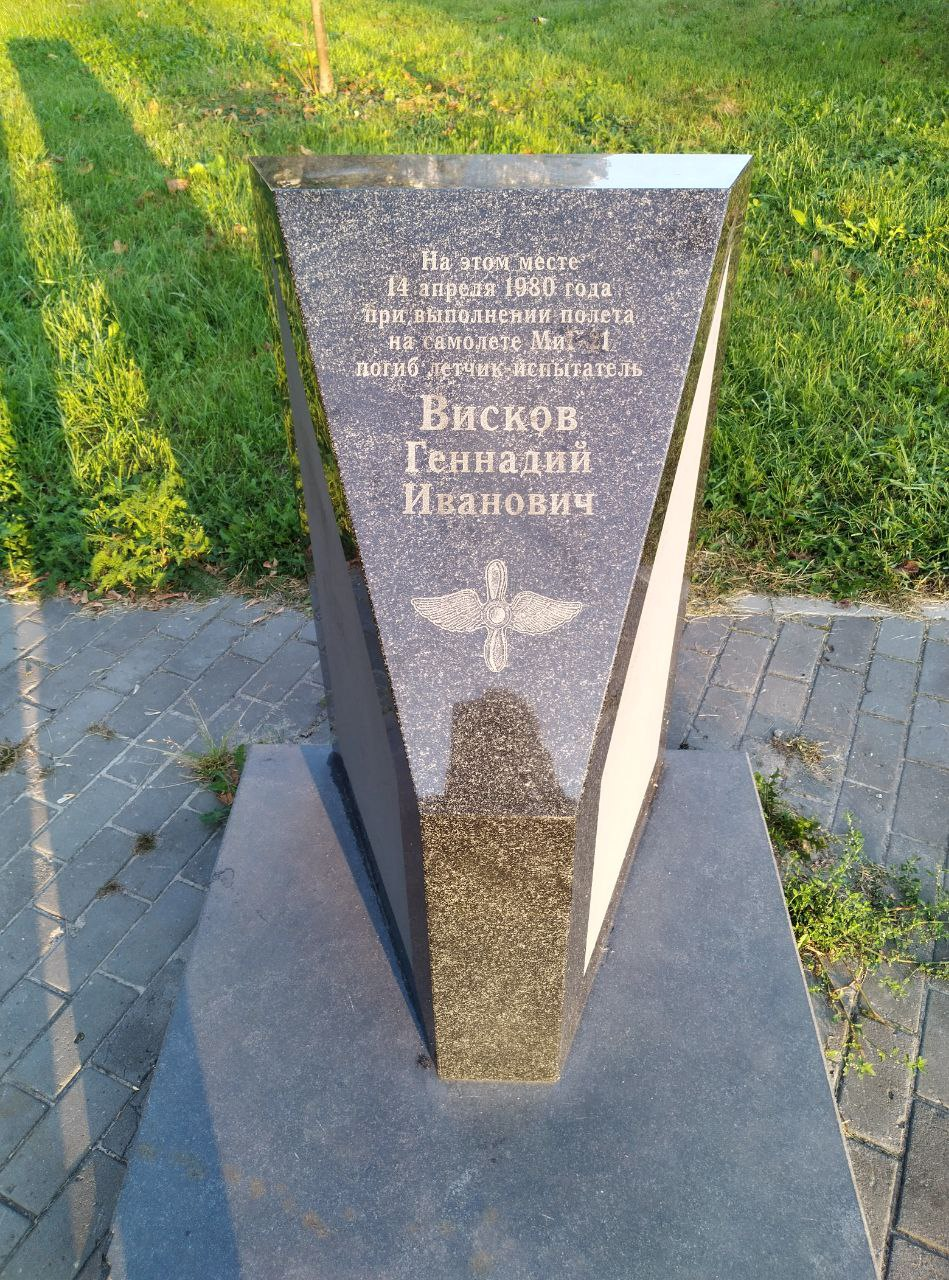
Памятник лётчику-испытателю Г. И. Вискову в Сквере героя Грабина в Нижнем Новгороде

14 апреля 1980 года самолёт МиГ-21, выполнявший полёт с аэродрома Сормово, потерпел катастрофу в городе Горьком между остановками транспорта «Берёзовская» и «Проспект Героев» (напротив школы № 115). Самолёт упал на деревянный сарай между двух частных домов. Погиб молодой лётчик-испытатель Висков Г. И. (недавно пришедший на 21-й завод по окончании Школы лётчиков-испытателей Министерства авиационной промышленности в городе Жуковский Московской области, куда он поступил после службы в ВВС). Это был его первый самостоятельный вылет на заводе после нескольких полётов с проверяющим лётчиком. По счастливой случайности на земле никто не пострадал.